# Iglesia de Nuestra Señora de las Mercedes (Andes)
La Iglesia Nuestra Señora de las Mercedes es una iglesia colombiana bajo la advocación de Nuestra Señora de las Mercedes localizada en el Parque Simón Bolívar de Andes (Antioquia), municipio donde es el principal templo religioso. Hace parte de la Diócesis de Jericó, específicamente de la Vicaría de San Juan Bautista de esta diócesis, a la que también pertenecen las iglesias de Hispania, Betania y Jardín. Fue diseñado por el arquitecto autodidacta Horacio Marino Rodríguez y es uno de los más claros ejemplos del gótico francés en la arquitectura religiosa colombiana.

## Historia
Inicialmente fue construida en madera rústica y tapia, cuando fue nombrada viceparroquia dependiente de Concordia, mediante ordenanza 13 del 15 de diciembre de 1853. Para la construcción del templo en 1873, algunos vecinos donaron 30 reses con el objetivo de ponerlas en una rifa pública que debía recogerse en todo el estado. En el año de 1921 se demolió el antiguo templo parroquial y el 27 de marzo de 1922 se inició la construcción del nuevo, con una técnica de cal y canto, donde su diseñador fue Samuel Mejía Ochoa, dicha construcción culminó  a principios del decenio de 1940, cuando actuaba como párroco Efrén Montoya Arango.
Su primer párroco fue Eleazar Marulanda, cuando se da su erección en parroquia independiente en 1870. El templo tiene 57 m de largo por 25 m de ancho. Se dice que debajo del templo, existe una gran mina de oro. El templo tuvo posteriormente otra reconstrucción en 1953 con una estructura de acero y hormigón en estilo gótico flamenco, con un lenguaje interior que se compone de ojivas árabes; su diseño exterior lo demarcaba un estilo romántico tardío con torres góticas. Su diseño y asesoría estuvo a cargo de un arquitecto italiano. Este cambio se dio porque los materiales de la estructura anterior presentaban riesgos para la edificación y sus feligreses.

## El actual templo
La primera piedra del templo actual, la bendijo monseñor Francisco Cristóbal Toro, el 6 de enero de 1922, y su construcción se inició el 27 de marzo de ese año. Fue su diseñador Samuel Mejía Ochoa. Después, Rafael Betancur, el 1 de septiembre de 1953, inició los trabajos para remodelar la estructura bajo la asesoría y diseños de Albano Germanetti. La dirección de la obra estuvo a cargo inicialmente de Joaquín Emilio González y posteriormente de Álvaro Betancur Mejía; en esta construcción continuaron trabajando todos los párrocos posteriores de Andes hasta que finalmente, el 6 de mayo de 1978, Augusto Aristizábal Ospina bendijo y consagró el templo. El párroco era Rigoberto Gómez Sánchez.
Se inició la transformación de la fachada principal y se amplió el interior del templo: el presbiterio, es decir, el área del altar mayor, la Sacristía y la cripta. La curia había adquirido la casa posterior al templo por negociación celebrada entre el propietario del predio, Enrique Restrepo V, y el obispo de Jericó, Augusto Trujillo Arango. Entre 1964 y 1974 se elaboró la cúpula con un área de 100 metros cuadrados y con una altura de 47 metros. Se hizo un injerto de refuerzo a todas las columnas. Se construyeron las lozas que sirven de techo a la iglesia; la obra externa del ático, los cielos de la nave central y del crucero y los de la nave lateral del sagrado corazón hasta el tercer tramo. Su estilo es ovijal o gótico.
Desde el principio la parroquia fue puesta bajo la protección de Nuestra señora la Virgen de las Mercedes. La actual imagen que se venera en el templo la trajo de España Efrén Montoya Arango.